# Petrorossia karooana
Petrorossia karooana är en tvåvingeart som beskrevs av Hesse 1956. Petrorossia karooana ingår i släktet Petrorossia och familjen svävflugor. Inga underarter finns listade i Catalogue of Life.